# Andrew Bayer

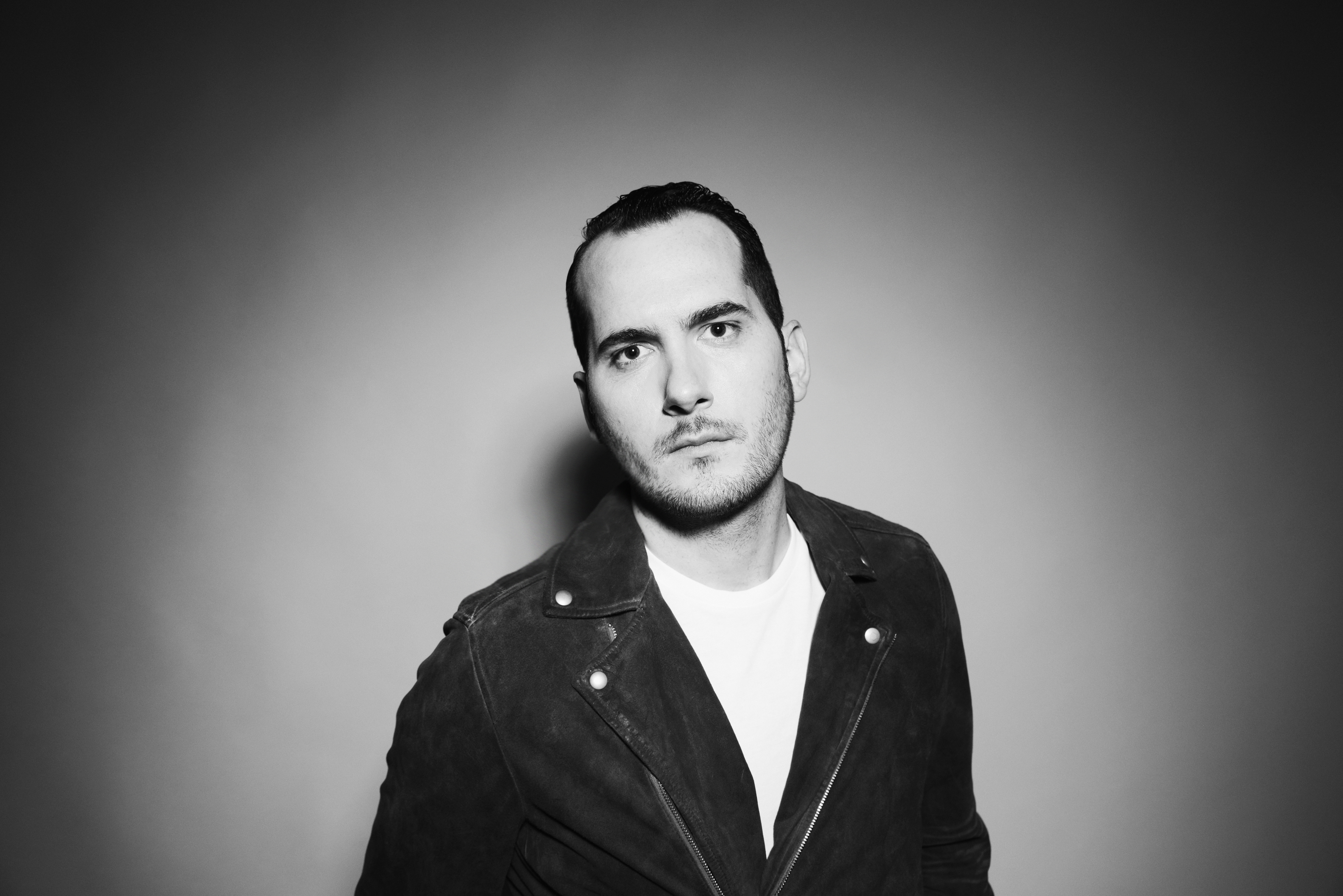
Andrew Bayer

Andrew Michael Bayer (* 1987 in Washington, D.C.) ist ein US-amerikanischer DJ und Musikproduzent im Bereich Trance und Progressive. Er ist unter Vertrag beim Label Anjunabeats und dessen Sublabel Anjunadeep.

## Biografie
Andrew Bayer begann sich sehr früh für Musik zu interessieren und nahm bereits in sehr jungen Jahren Pianolektionen. 2001, im Alter von 15 Jahren, begann er Musik zu produzieren. Später studierte er am renommierten Berklee College of Music „music synthesis“.
2003 gründete Bayer das Musikproject Signalrunners mit Alan Nimmo aus Schottland. Zusammen produzierten die beiden von 2003 bis 2008 13 Singles und EPs. Erfolgreich waren unter anderem die Produktionen Meet Me In Montauk und These Shoulders, die beide 2008 auf Anjunabeats erschienen. Die beiden Songs wurden von Above & Beyond in ihrer Radiosendung Trance Around the World 250 auf Platz 4 und 9 der Top-20-Tracks von 2008 gewählt. Das Duo gründete 2007 das Label Fraction Records.
Anjunabeats war lange Zeit sein Lieblingslabel und, nachdem er ihnen zahlreiche Demos geschickt hatte, nahmen Above & Beyond ihn 2010 unter Vertrag und veröffentlichten The Taxi Driver EP auf ihrem Sublabel Anjunadeep. 2011 erschien dann sein Debütalbum It's Artificial auf Anjunabeats. Sein zweites Album If It Were You, We'd Never Leave erschien 2013 ebenfalls auf Anjunabeats.

## Diskografie

### Alben
- 2011: It's Artificial
- 2013: If It Were You, We'd Never Leave
- 2018: In My Last Life

### Singles
als Signalrunners (mit Alan Nimmo)
- 2004: Breathe / Recoil
- 2005: 3000 Miles Away
- 2005: Backfire
- 2005: Love Theme Dusk (vs. Mike Foyle)
- 2006: Aria Epica
- 2006: Space Theme Dusk (vs. Statica)
- 2006: Corrupted
- 2007: Don't Look Back / One Last Look
- 2007: Recoil2
- 2008: Meet Me In Montauk
- 2008: These Shoulders (feat. Julie Thompson)
- 2008: Electric Sheep

als Andrew Bayer
- 2010: The Taxi Driver
- 2010: The Emergency (mit BT)
- 2011: Counting the Points
- 2011: From the Earth
- 2011: Not Forgotten
- 2011: Time To Forget
- 2012: You / Community / Brick
- 2012: Gaff's Eulogy
- 2012: Keep Your Secrets (feat. Molly Bancroft)
- 2012: In And Out of Phase (mit Matt Lange feat. Kerry Leva)
- 2012: Monolith / Polylith
- 2013: Perth / Mirth Mobile
- 2013: Lose Sight (feat. Ane Brun)
- 2013: Need Your Love / England / Detuned
- 2014: Once Lydian
- 2014: The District
- 2014: Bullet Catch
- 2015: Do Androids Dream
- 2015: Super Human (feat. Asbjorn)
- 2015: Celestial
- 2015: Memories
- 2015: Nobody Told Me

### Remixe (Auswahl)
- 2008: Nitrous Oxide – Waves
- 2009: OceanLab – Secret
- 2010: Parker & Hanson – Alquimia
- 2011: Matt Lange – Rift
- 2012: Above & Beyond – Thing Called Love